# ۲۳۴ (میلادی)
۲۳۴ (میلادی) دویست و سی و چهارمین سال تقویم میلادی است.

## زادگان
- پورفیری فیلسوف نوافلاطونی (درگذشته حدود ۳۰۵)

## درگذشتگان
- ۲۱ آوریل - امپراتور شیان هان آخرین امپراتور دودمان هان (زاده ۱۸۱)
- ژوگه لیانگ دولتمرد چینی (زاده ۱۸۱)

‎